# Pierre Nevelet
Pierre Nevelet, en latin Petrus Neveletus Doschius, seigneur de Dosches et de Villerie (Champagne) est un écrivain né à Troyes en 1554.
Fils de Jean Nevelet et Jeanne Pithou, ce neveu de Pierre Pithou est un protestant convaincu. Il s'exila. Il fut l'ami de François Hotman dont il se fit le biographe (en latin). Il revint en France lorsque Henri IV monta sur le trône.

## Œuvre
- Basilea.
- Poematia.
- "l'homme qui questionnait les poissons à propos de la mort de son père"